# Série mondiale 1996
La Série mondiale 1996 est la 92e série finale des Ligues majeures de baseball. Elle a débuté le 20 octobre 1996 et opposait les champions de la Ligue nationale et champions en titre du baseball, les Braves d'Atlanta, aux champions de la Ligue américaine, les Yankees de New York.
Cette série 4 de 7 s'est terminée le 26 octobre 1996 par une victoire des Yankees, quatre parties à deux sur les Braves.

## Équipes en présence
Après s'être qualifié pour les éliminatoires comme meilleur deuxième en 1995, les Yankees de New York remportent le championnat de la division Est de la Ligue américaine, avec un dossier de 92 victoires et 70 défaites, quatre matchs devant les Orioles de Baltimore. 
En Série de division, les Yankees éliminent les Rangers du Texas (90-72, champions dans l'Ouest) trois victoires à une et les Orioles (88-74, qualifiés comme meilleurs deuxièmes) éliminent trois parties à une la meilleure formation des majeures, les Indians de Cleveland (99-63, champions de la section Centrale).
En Série de championnat, New York défait Baltimore quatre parties à une. Équipe la plus récompensée de l'histoire du baseball avec 22 titres (en 33 essais), les Yankees participent à la Série mondiale pour la première fois en 15 ans, leur dernière finale remontant à leur défaite de 1981. Leurs derniers triomphes lors de la classique automnale remontent à leurs victoires consécutives de 1977 et 1978. 
Dans la Ligue Nationale, les Braves d'Atlanta terminent premier dans l'Est et remportent un 5e championnat de division consécutif, avec un dossier de 96-66, le meilleur dans la Nationale, et huit matchs de priorité sur leurs plus proches poursuivants, les Expos de Montréal. En Série de division, les Braves balaient en trois parties les Dodgers de Los Angeles (90-72, qualifiés comme meilleurs deuxièmes) et les champions de la section Centrale, les Cardinals de Saint-Louis (88-74) réservent le même sort aux Padres de San Diego (91-71, champions dans l'Ouest).
En Série de championnat, Atlanta a le meilleur sur Saint-Louis dans la limite de sept parties. Les Braves remportent donc le championnat de la Ligue Nationale pour une seconde saison de suite et une 4e fois en six ans. La franchise participe à la Série mondiale pour la 16e fois (3 victoires, 13 défaites en finale) et la 4e (victoire en 1995, défaites en 1991 et 1992) depuis le transfert vers Atlanta en 1966.

## Déroulement de la Série

### Calendrier des rencontres
| Match | Date       | Visiteur            | Hôte                | Score              |
| ----- | ---------- | ------------------- | ------------------- | ------------------ |
| 1     | 20 octobre | Braves d'Atlanta    | Yankees de New York | 12 - 1             |
| 2     | 21 octobre | Braves d'Atlanta    | Yankees de New York | 4 - 0              |
| 3     | 22 octobre | Yankees de New York | Braves d'Atlanta    | 5 - 2              |
| 4     | 23 octobre | Yankees de New York | Braves d'Atlanta    | 8 - 6 (10 manches) |
| 5     | 24 octobre | Yankees de New York | Braves d'Atlanta    | 1 - 0              |
| 6     | 26 octobre | Braves d'Atlanta    | Yankees de New York | 2 - 3              |

### Match 1
Dimanche 20 octobre 1996 au Yankee Stadium, New York, NY.
| Braves d'Atlanta | 0 | 2 | 6 | 0 | 1 | 3 | 0 | 0 | 0 | 12 | 13 | 0 |
| Yankees de New York | 0 | 0 | 0 | 0 | 1 | 0 | 0 | 0 | 0 | 1  | 4  | 1 |
| Lanceurs partants : ATL : John Smoltz NYY : Andy Pettitte Vic. : John Smoltz (1-0) Déf. : Andy Pettitte (0-1) HRs : ATL : Andruw Jones (1, 2), Fred McGriff (1) |   |   |   |   |   |   |   |   |   |    |    |   |

Originellement prévu pour le samedi 19 octobre, le premier match de cette série fut reporté en raison de la pluie. Les parties #1 et #2 eurent donc lieu 24 heures plus tard que prévu et les deux équipes furent privées de la journée de congé planifiée entre les matchs #2 et #3. Ce fut le dernier match de série mondiale reporté en raison du mauvais temps jusqu'à la quatrième rencontre de la Série mondiale 2006.
Les Braves, qui avaient marqué 32 points et n'en avaient alloué qu'un seul lors des trois dernières parties de la Série de championnat contre Saint-Louis, poursuivirent sur leur lancée en se moquant des Yankees 12-1 au Yankee Stadium. À 19 ans, Andruw Jones devint le plus jeune joueur à frapper un coup de circuit en Série mondiale avec une claque de deux points en deuxième manche. Il récidiva avec un circuit de 3 points en 3e manche, durant laquelle Atlanta inscrivit six points pour porter le score à 8-0. Andruw Jones portait ainsi son total de points produits à 5 dans ce match. Chipper Jones (aucun lien de parenté) produisit trois points avec un simple et un ballon-sacrifice.

### Match 2
Lundi 21 octobre 1996 au Yankee Stadium, New York, NY.
| Braves d'Atlanta                                                                                      | 1 | 0 | 1 | 0 | 1 | 1 | 0 | 0 | 0 | 4 | 10 | 0 |
| Yankees de New York                                                                                   | 0 | 0 | 0 | 0 | 0 | 0 | 0 | 0 | 0 | 0 | 7  | 1 |
| Lanceurs partants : ATL : Greg Maddux NYY : Jimmy Key Vic. : Greg Maddux (1-0) Déf. : Jimmy Key (0-1) |   |   |   |   |   |   |   |   |   |   |    |   |

Greg Maddux espaça six coups sûrs en huit manches lancées et les Braves l'emportèrent 4-0. Fred McGriff frappa deux coups sûrs en trois et produisit trois des quatre points des Braves. En relève à Maddux en 9e, Mark Wohlers accorda un coup sûr aux Yankees mais retira trois frappeurs sur des prises. Avec 48 points marqués et un seul alloué en cinq parties, incluant la série précédente, Atlanta venait de remporter cinq victoires de suite et prenait les devants 2-0 dans la Série mondiale.

### Match 3
Mardi 22 octobre 1996 au Atlanta-Fulton County Stadium, Atlanta, Géorgie.
| Yankees de New York | 1 | 0 | 0 | 1 | 0 | 0 | 0 | 3 | 0 | 5 | 8 | 1 |
| Braves d'Atlanta | 0 | 0 | 0 | 0 | 0 | 1 | 0 | 1 | 0 | 2 | 6 | 1 |
| Lanceurs partants : NYY : David Cone ATL : Tom Glavine Vic. : David Cone (1-0) Déf. : Tom Glavine (0-1) Sauv. : John Wetteland (1) HRs : NYY : Bernie Williams (1) |   |   |   |   |   |   |   |   |   |   |   |   |

Le partant des Yankees, David Cone, offrit une solide performance en n'accordant qu'un seul point en six manches de travail. Avec New York en avant 2-1 en huitième, Bernie Williams, qui avait déjà produit les deux premiers points de son équipe, mit le match hors de portée des Braves avec un circuit de deux points aux dépens du releveur Greg McMichael. Mariano Rivera accorda un point en 9e, mais John Wetteland fut dépêché au monticule. Il enregistra deux retraits sur des prises pour protéger le gain de 5-2 des Yankees.

### Match 4
Mercredi 23 octobre 1996 au Atlanta-Fulton County Stadium, Atlanta, Géorgie.
| Yankees de New York | 0 | 0 | 0 | 0 | 0 | 3 | 0 | 3 | 0 | 2 | 8 | 12 | 0 |
| Braves d'Atlanta | 0 | 4 | 1 | 0 | 1 | 0 | 0 | 0 | 0 | 0 | 6 | 9  | 2 |
| Lanceurs partants : NYY : Kenny Rogers ATL : Denny Neagle Vic. : Graeme Lloyd (1-0) Déf. : Steve Avery (0-1) Sauv. : John Wetteland (2) HRs : NYY : Jim Leyritz (1) ATL : Fred McGriff (2) |   |   |   |   |   |   |   |   |   |   |   |    |   |

Le match #4 s'avéra être le point tournant de la série. Les Braves gaspillèrent une avance de six points et permirent aux Yankees de créer l'égalité 2-2 en finale. New York utilisa sept lanceurs dans la rencontre, incluant le partant Kenny Rogers, retiré du match après deux manches. 
Aidés notamment par le circuit de Fred McGriff et le double de deux points de Marquis Grissom, les Braves menaient 6-0 après cinq manches. En 6e, le lanceur partant d'Atlanta, Denny Neagle, sembla perdre sa concentration après un jeu controversé où Derek Jeter des Yankees atteint sauf les sentiers lorsqu'un ballon retroussé au champ droit tomba en lieu sûr, l'arbitre Tim Welke ayant gêné le voltigeur Jermaine Dye, qui tentait de capter la balle. Neagle alloua trois points, dont deux furent produits par un simple de Cecil Fielder aidé d'une erreur en défensive de ce même Jermaine Dye. Mike Bielecki parvint à mettre fin à la manche et à préserver l'avance des Braves, qui était à présent de 6-3. Mais en 8e manche, le stoppeur Mark Wholers plaça deux coureurs sur les buts et accorda un circuit de trois points à Jim Leyritz. 
À égalité 6-6, les deux clubs jouèrent en prolongation. Après deux retraits en début de 10e manche, Steve Avery donna un but-sur-balles à Tim Raines, un simple à Derek Jeter et un but-sur-balles intentionnel à Bernie Williams. Puis Wade Boggs soutira à son tour un but-sur-balles, faisant marquer un point. Charlie Hayes fut par la suite déclaré sauf sur une erreur du joueur de premier-but Ryan Klesko, permettant à Jeter de croiser le marbre. Avec son équipe en avant 8-6, John Wetteland accorda un simple en fin de 10e mais enregistra les trois derniers retraits pour son second sauvetage en autant de soirs.
Les Yankees venaient de niveler les chances 2-2 dans la série en effectuant le deuxième plus important revirement de l'histoire des séries mondiales. Avant eux, les Athletics de Philadelphie avaient transformés un déficit de 0-8 en victoire de 10-8 sur les Cubs de Chicago lors de la Série mondiale de 1929.

### Match 5
Jeudi 24 octobre 1996 au Atlanta-Fulton County Stadium, Atlanta, Géorgie.
| Yankees de New York | 0 | 0 | 0 | 1 | 0 | 0 | 0 | 0 | 0 | 1 | 4 | 1 |
| Braves d'Atlanta | 0 | 0 | 0 | 0 | 0 | 0 | 0 | 0 | 0 | 0 | 5 | 1 |
| Lanceurs partants : NYY : Andy Pettitte ATL : John Smoltz Vic. : Andy Pettitte (1-1) Déf. : John Smoltz (1-1) Sauv. : John Wetteland (3) |   |   |   |   |   |   |   |   |   |   |   |   |

John Smoltz, des Braves, et Andy Pettitte, des Yankees, se livrèrent un duel épique dans ce match #5 où aucun point mérité ne fut marqué. Le seul point de la rencontre fut inscrit par les Yankees en début de 4e, alors qu'une erreur du voltigeur de centre Marquis Grissom permit à Charlie Hayes d'atteindre les sentiers. Hayes croisa le marbre sur le double de Cecil Fielder.
Pettitte, malmené dans la rencontre initiale de la série, blanchit les Braves pendant 8 manches et un tiers. Après avoir accordé un double à Chipper Jones en 9e, John Wetteland s'amena au monticule pour sauvegarder la victoire des Yankees en enregistrant les deux derniers retraits.
John Smoltz fut le lanceur perdant, malgré une solide performance où il n'accorda que quatre coups sûrs et aucun point mérité en huit manches au monticule.

### Match 6
Samedi 26 octobre 1996 au Yankee Stadium, New York, NY.
| Braves d'Atlanta | 0 | 0 | 0 | 1 | 0 | 0 | 0 | 0 | 1 | 2 | 8 | 0 |
| Yankees de New York | 0 | 0 | 3 | 0 | 0 | 0 | 0 | 0 | X | 3 | 8 | 1 |
| Lanceurs partants : ATL : Greg Maddux NYY : Jimmy Key Vic. : Jimmy Key (1-1) Déf. : Greg Maddux (1-1) Sauv. : John Wetteland (4) |   |   |   |   |   |   |   |   |   |   |   |   |

De retour à domicile avec une avance de 3-2 dans la série, les Yankees prirent une avance de 3-0 en troisième manche sur un triple productif de Joe Girardi et des simples de Derek Jeter et Bernie Williams aux dépens de l'as lanceur Greg Maddux. Les Braves remplirent les buts à la quatrième manche face au partant adverse Jimmy Key mais furent incapables de marquer plus d'un point, produit par Jermaine Dye, qui soutira un but-sur-balles avec les coussins tous occupés.
En 5e manche, le gérant des Braves, Bobby Cox, fut expulsé de la rencontre après un argument avec un officiel. L'arbitre Terry Tata déclara Marquis Grissom retiré au deuxième but, après que le coureur eut tenté de s'y rendre sur une balle passée. La reprise vidéo montrait toutefois clairement que Grissom avait devancé le relais. Après l'argument, Cox invectiva un autre arbitre, Tim Welke, celui-là même qui avait été impliqué dans un jeu douteux lors du match #4 à Atlanta. Welke chassa Cox de la rencontre. Incidemment, le gérant des Braves avait aussi été expulsé durant la Série mondiale 1992 contre Toronto après avoir lancé un casque protecteur sur le terrain lors du match #3 contre les Blue Jays. 
En relève à Jimmy Key chez les Yankees, Dave Weathers, Graeme Lloyd et Mariano Rivera n'allouèrent aucun point. En 9e, John Wetteland retira Andruw Jones sur des prises, mais accorda ensuite des simples à Ryan Klesko et Terry Pendleton. Le stoppeur des Yankees retira Luis Polonia au bâton puis, avec un retrait à enregistrer pour mettre fin à la série, il céda un coup sûr à Marquis Grissom, qui réduisait l'avance des Yankees à 3-2. Mais avec le point égalisateur au deuxième but, Mark Lemke retroussa une faible chandelle au troisième but, mettant fin au match et permettant à Wetteland de préserver une quatrième victoire dans la série.
Les Yankees remportaient en six parties leur première Série mondiale depuis 1978, et ils allaient répéter l'exploit à trois autres reprises au cours des quatre années suivantes.

## Joueur par excellence
John Wetteland, des Yankees de New York, fut élu joueur par excellence de la Série mondiale 1996, un honneur rarement attribué à un lanceur de relève. Le droitier fit cinq présences durant la série, lançant quatre manches et un tiers au total. Il n'accorda qu'un point sur quatre coups sûrs et retira sur des prises six frappeurs adverses. Sa moyenne de points mérités ne s'éleva qu'à 2,08. Plus important, il préserva les quatre victoires des siens, égalant le record pour le plus grand nombre de sauvetages dans une seule série éliminatoire.
Wetteland devenait le premier releveur à être nommé meilleur joueur de la Série mondiale depuis Rollie Fingers, des A's d'Oakland, en 1974.

## Autres
- Les 16 points marqués par les Braves contre un seul alloué lors des deux premières parties de la série constitue l'écart le plus élevé de l'histoire des séries mondiales.
- À 19 ans, Andruw Jones devint à la deuxième manche du match #1 le plus jeune joueur à frapper un circuit en Série mondiale, éclipsant la marque du légendaire Mickey Mantle, qui avait frappé la longue balle lors de la classique de 1952, quelques jours avant son 21e anniversaire. Incidemment, le circuit de Jones survint le jour même de l'anniversaire de naissance de Mantle.
- Andruw Jones devint aussi lors du match #1 le second joueur de l'histoire (après Gene Tenace en 1972) à frapper des circuits à ses deux premières présences au bâton en Série mondiale.
- En comblant un écart de six points pour remporter le match #4 par la marque de 8-6, les Yankees effectuaient le deuxième plus important revirement de l'histoire des séries mondiales. Avant eux, les Athletics de Philadelphie avaient transformés un déficit de 0-8 en victoire de 10-8 sur les Cubs de Chicago lors de la Série mondiale de 1929.
- Les Yankees devinrent en 1996 la troisième équipe seulement, après les Royals de 1985 et les Mets de 1986 à remporter une Série mondiale après avoir perdu les deux premières rencontres à domicile.
- Les Yankees devenaient également la première équipe à remporter quatre victoires de suite en Série mondiale après avoir perdu les deux premières parties depuis que les Dodgers de Los Angeles avaient réussi l'exploit à leurs dépens lors de la Série mondiale 1981.
- Défaits lors du match #5, les Braves furent la quatrième équipe à perdre un match de Série mondiale 1-0 sur un point non mérité, après les Athletics de Philadelphie en 1905, les Yankees en 1921 et les Mets en 1986.
- Le match #5 de la série, remporté 1-0 par New York, fut le dernier match de baseball disputé au Fulton County Stadium d'Atlanta. Les Braves déménagèrent au Turner Field au début de la saison 1997.
- Atlanta fut la première, et seule ville jusqu'à maintenant, à accueillir la Série mondiale et les Jeux olympiques la même année.
- En menant son équipe à la victoire en six parties, le gérant des Yankees, Joe Torre, remportait la Série mondiale pour la toute première fois après 4272 matchs (comme joueur ou comme manager). Aucun joueur ou gérant dans l'histoire n'a participé à autant de matchs avant de faire partie d'une équipe championne.